# Клеопатра (Понт)
Вижте пояснителната страница за други личности с името Клеопатра.
Клеопатра от Понт е понтийска принцеса. Известна е като Клеопатра Стара, за да се различава от сестра си, която носи същото име. Съпруга е на арменския цар Тигран Велики.

## Биография
Клеопатра е родена около 110 година пр.н.е. и израства в Понтийското царство. Тя е една от дъщерите на цар Митридат VI Евпатор и царица Лаодика. На 16-годишна възраст (през 94 пр.н.е.) сключва династичен брак с царя на Велика Армения Тигран II, който тогава е на 47 години, с цел укрепване на политическия и военен съюз между двете държави.
Клеопатра играе важна роля в живота на Тигран II и в управлението на Армения, което при този владетел поема проримска насока. За разлика от своя тъст Митридат VI, Тигран има различно виждане за външната политика спрямо Римската република. Въпреки че води кратка война срещу римляните, в крайна сметка Тигран сключва мирен договор с тях след битката при Арташат (68 г. пр.н.е.). Под натиск от баща си Клеопатра настройва своите синове против Тигран и те правят неуспешен опит да го свалят от власт. Тигран екзекутираза предателството двама от тях – Зариадър и по-малкия му брат, чието име е неизвестно.
През 66 пр.н.е. римският военачалник Гней Помпей, воюващ с помощта на партите, срещу понтийци и арменци, пленява сина на Клеопатра Тигран и го изпраща в Рим като заложник. Според римския историк Квинт Асконий Педиан, който описва събитието, по-късно младият Тигран успява да избяга със съдействието на Публий Клодий Пулхер, римски политик от партията на популарите. Клеопатра на свой ред бяга при баща си и живее през остатъка от живота си в Понт.

## Потомство
Клеопатра и Тигран II имат няколко деца: Зариадър, Артавазд II, още един син с неизвестно име, Тигран и дъщеря, която се омъжва за цар Пакор I от Партия.